# Inés Ramírez
Inés Ramírez Pérez (1960, Oaxaca, México) es una mujer mexicana que logró fama mundial al practicarse una cesárea a sí misma.

## Historia
Inés Ramírez es una mujer campesina que vive en una zona rural de México. Solo habla zapoteco (no habla español) y nunca recibió entrenamiento médico alguno. No obstante, se practicó ella misma una cesárea de manera exitosa. Ambos, ella y su bebé, sobrevivieron.
Ramírez se encontraba sola en su choza cercana a Río Talea, México. Cuando la labor de parto comenzó, la comadrona más cercana se hallaba a 80 km de distancia, a lo largo de un terreno irregular y lleno de caminos difíciles. Su marido se encontraba en una cantina. Río Talea tiene 500 habitantes y solamente cuenta con una línea telefónica muy lejana.
A la medianoche del 5 de marzo del año 2000, después de 12 horas de continuo dolor y un pequeño avance en la labor, Inés se sentó en un banco y comenzó a beber una botella de alcohol de botiquín, utilizó un cuchillo de cocina con el cual se practicó un corte para abrirse el abdomen. Cortó a través de su piel en una línea diagonal por encima del estómago hacia el ombligo (una típica Sección-C llega más abajo del ombligo). Después de operarse ella misma por espacio de una hora, consiguió llegar al útero y extraer a su bebé.
Después, cortó el cordón umbilical con unas tijeras y cayó inconsciente al poco tiempo. Cuando recuperó el conocimiento, se envolvió el abdomen herido y le pidió a su hijo de 6 años de edad, Benito, que consiguiera auxilio. Horas más tarde, el médico de la aldea encontró a Inés yaciendo al lado de su bebé, despierta y consciente. El médico suturó la incisión de 17 cm de largo con una aguja e hilo disponibles. Finalmente, fue llevada al hospital más cercano en donde dos obstetras examinaron a ella y al bebé encontrándolos en perfectas condiciones sin explicarse porqué.
Al narrar su experiencia, Inés dijo: "Ya no podía detener el dolor; si mi bebé moría, entonces decidiría que yo tendría que morir también. Pero si él crecía, yo lo vería crecer. Pensé que Dios salvaría ambas vidas". Dijo después que no aconsejaba a otras mujeres hacer lo mismo.
Se cree que Inés Ramírez es la única mujer en haber practicado una cesárea a sí misma. Se estima que fue enormemente afortunada al colocarse en la posición elegida ya que ella colocó su útero por debajo del área de la incisión en lugar de sus intestinos. También tuvo mucha suerte al ingerir una dosis subletal de alcohol medicinal.

## Comparación
El caso de Inés puede compararse al de Jerri Nielsen, quien completamente sola (en el Polo Sur) se practicó una biopsia en su propio pecho y se trató exitosamente de cáncer de mama. Es preciso notar que Nielsen era médica con experiencia y se encontraba en contacto permanente con otros médicos en los Estados Unidos vía correo electrónico. Ramírez en cambio no tuvo nunca ninguna preparación médica, y estuvo completamente sola durante su experiencia.